# Världsmästerskapet i schack 1889
Världsmästerskapet i schack 1889 var en titelmatch mellan den regerande världsmästaren Wilhelm Steinitz och utmanaren Michail Tjigorin. Den spelades i Havanna mellan den 20 januari och 24 februari 1889. Matchen slutade med en seger för Steinitz som behöll världsmästartiteln.
Detta var den andra officiella matchen om VM-titeln efter att Steinitz vunnit den första 1886. Tjigorin hade haft bra turneringsresultat mot Steinitz och var en logisk utmanare. Steinitz var ändå favorit och vann relativt klart. Det stora antalet avgjorda partier var slående – bara det sista partiet slutade remi.
Matchen sågs som en kamp mellan Steinitz moderna, positionella spelstil där han försökte ackumulera små fördelar, och Tjigorins mer romantiska stil med fantasifulla angrepp (men Tjigorin accepterade en del av Steinitz nya idéer så skillnaden ska inte överdrivas).

## Regler
Matchen spelades som bäst av 20 partier. Om den slutade oavgjort så behöll världsmästaren titeln.

## Resultat
| Namn             | Parti | Parti | Parti | Parti | Parti | Parti | Parti | Parti | Parti | Parti | Parti | Parti | Parti | Parti | Parti | Parti | Parti | Poäng |
| Namn             | 1     | 2     | 3     | 4     | 5     | 6     | 7     | 8     | 9     | 10    | 11    | 12    | 13    | 14    | 15    | 16    | 17    | Poäng |
| ---------------- | ----- | ----- | ----- | ----- | ----- | ----- | ----- | ----- | ----- | ----- | ----- | ----- | ----- | ----- | ----- | ----- | ----- | ----- |
| Wilhelm Steinitz | 0     | 1     | 0     | 1     | 1     | 0     | 0     | 1     | 1     | 1     | 0     | 1     | 0     | 1     | 1     | 1     | ½     | 10½   |
| Michail Tjigorin | 1     | 0     | 1     | 0     | 0     | 1     | 1     | 0     | 0     | 0     | 1     | 0     | 1     | 0     | 0     | 0     | ½     | 6½    |